# هامستيد (محطة مترو أنفاق لندن)
هامستيد (بالإنجليزية: Hampstead)‏ هي إحدى محطات مترو أنفاق لندن. تقع على خط نورذيرن أفتتحت في المنطقة (Zone) رقم 2 و3 أفتتحت في 22 يونيو 1907.